# إدارات بوليفيا

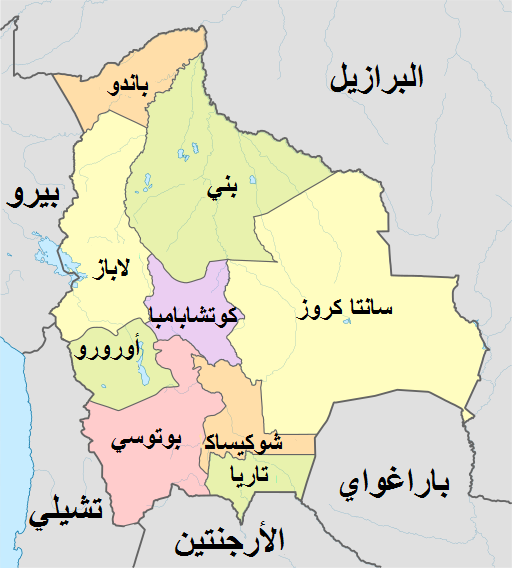
إدارات بوليفيا

تنقسم بوليفيا إلى تسعة إدارات هي كالتالي (بالأسبانية: departamentos). وهذه الإدارات هي وحدة التقسيم الإداري الرئيسية في بوليفيا وتمتلك صلاحيات محددة بتشريع من دستور بوليفيا. كل إدارة لها ممثلين في المجلس التشريعي متعدد الوطنية وهو مجلس ذو غرفتين السيناتور والنواب. كل إدارة ممثلة بواسطة 4 سيناتورات بينما عدد النواب يحدده تعداد السكان في كل إدارة.
أكبر عدد من السكان في الإدارات التسعة يوجد في إدارة لا باز بتعداد يبلغ 2,706,351 نسمة في عام 2012. في المقابل إدارة باندو تحتوى على أقل تعداد من الإدارات ويبلغ تعدادها 110,436 نسمة. وأكبر الإدارت مساحة هي إدارة سانتا كروز بمساحة تقدر 370,621 كيلومتر مربع (143,098 ميل2). أصغر الإدارات مساحة هي إدارة تاريخا وتبلغ مساحتها 37,623 كيلومتر مربع (14,526 ميل2).

## الإدارات
| الإدارة          | كود الأيزو | العاصمة                | أكبر المدن             | تعداد السكان (2012) | المساحة كم2 (مل2) | الكثافة السكانية كم2 (مل2) | مقاعد النواب |
| ---------------- | ---------- | ---------------------- | ---------------------- | ------------------- | ----------------- | -------------------------- | ------------ |
| إدارة بني        | B          | ترينيداد               | ترينيداد               | 421٬196             | 213,564 (82,458)  | 1.97 (0.76)                | 9            |
| إدارة شوكيساكا   | H          | سوكري                  | سوكري                  | 576٬153             | 51,524 (19,894)   | 11.18 (4.32)               | 11           |
| إدارة كوتشابامبا | C          | كوتشابامبا             | كوتشابامبا             | 1٬758٬143           | 55,631 (21,479)   | 31.6 (12.2)                | 19           |
| إدارة لاباز      | L          | لاباز                  | إل ألتو                | 2٬706٬351           | 133,985 (51,732)  | 20.2 (7.8)                 | 29           |
| إدارة أرورو      | O          | أرورو                  | أرورو                  | 494٬178             | 53,588 (20,690)   | 9.22 (3.56)                | 9            |
| إدارة باندو      | N          | كوبيخا                 | كوبيخا                 | 110٬436             | 63,827 (24,644)   | 1.73 (0.67)                | 5            |
| إدارة بوتوسي     | P          | بوتوسي                 | بوتوسي                 | 823٬517             | 118,218 (45,644)  | 6.97 (2.69)                | 14           |
| إدارة سانتا كروز | S          | سانتا كروز دي لا سييرا | سانتا كروز دي لا سييرا | 2٬655٬084           | 370,621 (143,098) | 7.16 (2.76)                | 25           |
| إدارة تاريخا     | T          | تاريخا                 | تاريخا                 | 482٬196             | 37,623 (14,526)   | 12.82 (4.95)               | 9            |

## روابط خارجية
- National Bolivian Institute of Statistics